# Троицкий (Кировская область)
Троицкий — починок в Малмыжском районе Кировской области. Входит в состав Савальского сельского поселения. 

## География
Находится в правобережной части района на расстоянии примерно 5 километров по прямой на север от районного центра города Малмыж недалеко (менее 1 км) от берега Вятки.

## История
Известен с 1926 года, когда в нем было учтено 17 дворов и 81 житель. В 1950 году было 15 дворов и 40 жителей. В 1989 году учтено 15 жителей.

## Население
Постоянное население  составляло 9 человек (русские 89%) в 2002 году, 8 в 2010.